# Градска општина Милпа Алта
Милпа Алта (шп. Milpa Alta) је градска општина града Мексика у Мексику. Општина се налази на надморској висини од 2413 м.

## Становништво
Према подацима из 2010. у општини је живело 130582 становника.

### Хронологија
| Година       | 2000                  | 2005                   | 2010                   |
| ------------ | --------------------- | ---------------------- | ---------------------- |
| Становништво | 96773 (47898 / 48875) | 115895 (57013 / 58882) | 130582 (64192 / 66390) |

### Попис
| \| \| м \| \| \| ж \| \| 0—2 \| 3.588 \| \| \| 3.436 \| \| 3—5 \| 3.959 \| \| \| 3.652 \| \| 6—11 \| 7.791 \| \| \| 7.384 \| \| 12—14 \| 3.775 \| \| \| 3.660 \| \| 15—17 \| 4.051 \| \| \| 3.929 \| \| 18—24 \| 8.420 \| \| \| 8.617 \| \| 60+ \| 4.546 \| \| \| 5.170 \| \| Просек : \| 28,5 \| \| \| 29,6 \| |       |  |  |       |
| |       |  |  |       |
| | м     |  |  | ж     |
| 0—2 | 3.588 |  |  | 3.436 |
| 3—5 | 3.959 |  |  | 3.652 |
| 6—11 | 7.791 |  |  | 7.384 |
| 12—14 | 3.775 |  |  | 3.660 |
| 15—17 | 4.051 |  |  | 3.929 |
| 18—24 | 8.420 |  |  | 8.617 |
| 60+ | 4.546 |  |  | 5.170 |
| Просек : | 28,5  |  |  | 29,6  |

| #   | Индикатор                                                                                        | Вредност |
| --- | ------------------------------------------------------------------------------------------------ | -------- |
| 1   | Становништво од 0 до 2 године                                                                    | 7024     |
| 2   | Мушко становништво од 0 до 2 године                                                              | 3588     |
| 3   | Женско становништво од 0 до 2 године                                                             | 3436     |
| 4   | Становништво са 3 и више година                                                                  | 122817   |
| 5   | Мушко становништво са 3 и више година                                                            | 60239    |
| 6   | Женско становништво са 3 и више година                                                           | 62578    |
| 7   | Становништво са 5 и више година                                                                  | 117786   |
| 8   | Мушко становништво са 5 и више година                                                            | 57639    |
| 9   | Женско становништво са 5 и више година                                                           | 60147    |
| 10  | Становништво са 12 и више година                                                                 | 100031   |
| 11  | Мушко становништво са 12 и више година                                                           | 48489    |
| 12  | Женско становништво са 12 и више година                                                          | 51542    |
| 13  | Становништво са 15 и више година                                                                 | 92596    |
| 14  | Мушко становништво са 15 и више година                                                           | 44714    |
| 15  | Женско становништво са 15 и више година                                                          | 47882    |
| 16  | Становништво са 18 и више година                                                                 | 84616    |
| 17  | Мушко становништво са 18 и више година                                                           | 40663    |
| 18  | Женско становништво са 18 и више година                                                          | 43953    |
| 19  | Становништво од 3 до 5 година                                                                    | 7611     |
| 20  | Мушко становништво од 3 до 5 година                                                              | 3959     |
| 21  | Женско становништво од 3 до 5 година                                                             | 3652     |
| 22  | Становништво од 6 до 11 година                                                                   | 15175    |
| 23  | Мушко становништво од 6 до 11 година                                                             | 7791     |
| 24  | Женско становништво од 6 до 11 година                                                            | 7384     |
| 25  | Становништво од 8 до 14 година                                                                   | 17568    |
| 26  | Мушко становништво од 8 до 14 година                                                             | 8968     |
| 27  | Женско становништво од 8 до 14 година                                                            | 8600     |
| 28  | Становништво од 12 до 14 година                                                                  | 7435     |
| 29  | Мушко становништво од 12 до 14 година                                                            | 3775     |
| 30  | Женско становништво од 12 до 14 година                                                           | 3660     |
| 31  | Становништво од 15 до 17 година                                                                  | 7980     |
| 32  | Мушко становништво од 15 до 17 година                                                            | 4051     |
| 33  | Женско становништво од 15 до 17 година                                                           | 3929     |
| 34  | Становништво од 18 до 24 године                                                                  | 17037    |
| 35  | Мушко становништво од 18 до 24 године                                                            | 8420     |
| 36  | Женско становништво од 18 до 24 године                                                           | 8617     |
| 37  | Женско становништво од 15 до 49 година                                                           | 37367    |
| 38  | Становништво са 60 и више година                                                                 | 9716     |
| 39  | Мушко становништво са 60 и више година                                                           | 4546     |
| 40  | Женско становништво са 60 и више година                                                          | 5170     |
| 41  | Однос између мушкараца и жена                                                                    | 96.69    |
| 42  | Становништво од нуле до 14 година                                                                | 37245    |
| 43  | Становништво од 15 до 64 године                                                                  | 85937    |
| 44  | Становништво од 65 година и више                                                                 | 6659     |
| 45  | Просечан број деце                                                                               | 2.08     |
| 46  | Становништво рођено у ентитету                                                                   | 111293   |
| 47  | Мушко становништво рођено у ентитету                                                             | 54904    |
| 48  | Женско становништво рођено у ентитету                                                            | 56389    |
| 49  | Становништво рођено у другом ентитету                                                            | 18153    |
| 50  | Мушко становништво рођено у другом ентитету                                                      | 8716     |
| 51  | Женско становништво рођено у другом ентитету                                                     | 9437     |
| 52  | Становништво од 5 година и више резидентно у ентитету у јуну 2005. године                        | 114933   |
| 53  | Мушко становништво старосног доба од 5 година и више, резидентно у ентитету у јуну 2005. године  | 56238    |
| 54  | Женско становништво старосног доба од 5 и више година, резидентно у ентитету у јуну 2005. године | 58695    |
| 55  | Становништво од 5 година и више које је живело у другом ентитету у јуну 2005. године             | 1849     |
| 56  | Мушко становништво старије од 5 година које је живело у другом ентитету у јуну 2005. године      | 888      |
| 57  | Женско становништво старије од 5 година које је живело у другом ентитету у јуну 2005. године     | 961      |
| 58  | Становништво од 3 године и више које говори аутохтони језик                                      | 4014     |
| 59  | Мушко становништво старо 3 године и више које говори аутохтони језик                             | 2112     |
| 60  | Женско становништво старо 3 године и више које говори аутохтони језик                            | 1902     |
| 61  | Становништво од 3 године и више које говори аутохтони језик и не говори шпански језик            | 31       |
| 62  | Мушко становништво старо 3 године и више које говори аутохтони језик и не говори шпански         | 14       |
| 63  | Женско становништво старо 3 године и више које говори аутохтони језик и не говори шпански језик  | 17       |
| 64  | Становништво старо 3 године и више које говори аутохтони језик и шпански                         | 3389     |
| 65  | Мушко становништво старо 3 године и више које говори аутохтони језик и шпански                   | 1813     |
| 66  | Женско становништво старо 3 године и више које говори аутохтони језик и шпански                  | 1576     |
| 67  | Становништво од 5 година и више које говори аутохтони језик                                      | 4007     |
| 68  | Становништво од 5 година и више које говори аутохтони језик и не говори шпански језик            | 31       |
| 69  | Становништво од 5 година и више које говори аутохтони језик и говори шпански језик               | 3383     |
| 70  | Становништво у домородачким домаћинствима                                                        | 10417    |
| 71  | Становништво са ограничењима у активностима                                                      | 5830     |
| 72  | Становништво са ограниченим ходањем или кретањем, горе или доле                                  | 2678     |
| 73  | Становници са ограничењима вида, чак и уз кориштење сочива                                       | 2027     |
| 74  | Становништво са ограничењима говора, комуникације или конверзације                               | 464      |
| 75  | Становништво са ограниченим слухом                                                               | 749      |
| 76  | Становништво са ограничењима при одевању, купању или јелу                                        | 205      |
| 77  | Становништво са ограничењима у опажању или учењу једноставних ствари                             | 232      |
| 78  | Становништво са менталним ограничењима                                                           | 523      |
| 79  | Становништво без ограничења активности                                                           | 123363   |
| 80  | Становништво од 3 до 5 година које не похађа школу                                               | 3096     |
| 81  | Мушко становништво од 3 до 5 година које не похађа школу                                         | 1574     |
| 82  | Женско становништво од 3 до 5 година које не похађа школу                                        | 1522     |
| 83  | Становништво од 6 до 11 година које не похађа школу                                              | 401      |
| 84  | Мушко становништво од 6 до 11 година које не похађа школу                                        | 220      |
| 85  | Женско становништво од 6 до 11 година које не похађа школу                                       | 181      |
| 86  | Становништво од 12 до 14 година које не похађа школу                                             | 463      |
| 87  | Мушко становништво од 12 до 14 година које не похађа школу                                       | 277      |
| 88  | Женско становништво од 12 до 14 година које не похађа школу                                      | 186      |
| 89  | Становништво од 15 до 17 година похађа школу                                                     | 5831     |
| 90  | Мушко становништво од 15 до 17 година похађа школу                                               | 2854     |
| 91  | Женско становништво између 15 и 17 година живота у школи                                         | 2977     |
| 92  | Становништво од 18 до 24 године похађа школу                                                     | 5657     |
| 93  | Мушко становништво од 18 до 24 године похађа школу                                               | 2692     |
| 94  | Женско становништво од 18 до 24 године похађа школу                                              | 2965     |
| 95  | Становништво од 8 до 14 година које не може да чита и пише                                       | 356      |
| 96  | Мушко становништво старосног доба од 8 до 14 година које не може да чита и пише                  | 223      |
| 97  | Женско становништво старосног доби од 8 до 14 година које не може да чита и пише                 | 133      |
| 98  | Становништво од 15 година и више које је неписмено                                               | 3730     |
| 99  | Мушко становништво од 15 година и више које је неписмено                                         | 1305     |
| 100 | Женско становништво од 15 година и више које је неписмено                                        | 2425     |
| 101 | Становништво старо 15 и више година без школовања                                                | 3940     |
| 102 | Мушко становништво старо 15 и више година без школовања                                          | 1474     |
| 103 | Женско становништво старо 15 и више година без школовања                                         | 2466     |
| 104 | Становништво старосног доба 15 и више година са непотпуним основним образовањем                  | 7861     |
| 105 | Мушко становништво старосног доба од 15 година и више са непотпуном основним образовањем         | 3478     |
| 106 | Женско становништво старосног доба 15 и више година са непотпуном основним образовањем           | 4383     |
| 107 | Становништво старо 15 и више година са комплетним основним образовањем                           | 13626    |
| 108 | Мушко становништво старо 15 година и више са комплетним основним образовањем                     | 6470     |
| 109 | Женско становништво старо 15 и више година са комплетним основним образовањем                    | 7156     |
| 110 | Становништво старосног доба 15 и више година са непотпуним средњим образовањем                   | 5273     |
| 111 | Мушко становништво старосног доба од 15 година и више са непотпуним средњим образовањем          | 3040     |
| 112 | Женско становништво старосног доба од 15 година и више са непотпуним средњим образовањем         | 2233     |
| 113 | Становништво старо 15 и више година са пуним секундарном образовањем                             | 26131    |
| 114 | Мушко становништво старосног доба од 15 година и више са пуним секундарном образовањем           | 13262    |
| 115 | Женско становништво старосног доба од 15 година и више са пуним секундарном образовањем          | 12869    |
| 116 | Становништво старије од 18 година са постосновним образовањем                                    | 32027    |
| 117 | Мушко становништво старије од 18 година са постосновним образовањем                              | 15401    |
| 118 | Женско становништво старије од 18 година са постосновним образовањем                             | 16626    |
| 119 | Просечна оцена школовања                                                                         | 9.07     |
| 120 | Просечан ниво образовања мушке популације                                                        | 9.18     |
| 121 | Просечан ниво образовања женског становништва                                                    | 8.97     |
| 122 | Економски активно становништво                                                                   | 53947    |
| 123 | Економски активна мушка популација                                                               | 35536    |
| 124 | Економски активна женска популација                                                              | 18411    |
| 125 | Становништво које није економски активно                                                         | 45645    |
| 126 | Мушко становништво које није економски активно                                                   | 12698    |
| 127 | Женско становништво које није економски активно                                                  | 32947    |
| 128 | Запослено становништво                                                                           | 51733    |
| 129 | Запослено мушко становништво                                                                     | 33921    |
| 130 | Запослено женско становништво                                                                    | 17812    |
| 131 | Незапослена популација                                                                           | 2214     |
| 132 | Незапослена мушка популација                                                                     | 1615     |
| 133 | Незапослена женска популација                                                                    | 599      |
| 134 | Становништво без права на здравствене услуге                                                     | 60399    |
| 135 | Становништво које има право на здравствене услуге                                                | 69193    |
| 136 | Становништво које има право на ИМСС                                                              | 15571    |
| 137 | Становништво које има право на социјално осигурање                                               | 20960    |
| 138 | Становништво које има право на државно социјално осигурање                                       | 183      |
| 139 | Становништво које има право на опште осигурање или здравствено осигурање за нову генерацију      | 24816    |
| 140 | Становништво које је било једном или није било у браку током 12 година и више                    | 33415    |
| 141 | Венчано или уједињено становништво од 12 година и више                                           | 57101    |
| 142 | Становништво које је било у браку или уједињено 12 година и више                                 | 9298     |
| 143 | Становништво са католичком религијом                                                             | 111312   |
| 144 | Протестанти, еванђелисти и библијски следбеници различити од еванђелиста                         | 7982     |
| 145 | Становништво са другим религијама различитим од претходних                                       | 157      |
| 146 | Становништво без религије                                                                        | 4383     |
| 147 | Укупно пописаних домаћинства                                                                     | 31589    |
| 148 | Пописна домаћинства на челу са мушкарцима                                                        | 24563    |
| 149 | Пописна домаћинства на челу са женама                                                            | 7026     |
| 150 | Становништво у пописним домаћинствима                                                            | 129882   |
| 151 | Становништво у пописним домаћинствима на челу са мушкарцима                                      | 104990   |
| 152 | Становништво у пописним домаћинствима на челу са женама                                          | 24892    |
| 153 | Укупно домаћинстава                                                                              | 35905    |
| 154 | Укупно насељених домаћинстава                                                                    | 31820    |
| 155 | Укупно приватних кућа                                                                            | 35674    |
| 156 | Насељени приватни домови                                                                         | 31589    |
| 157 | Укупно насељених приватних кућа                                                                  | 31820    |
| 158 | Ненасељене приватне куће                                                                         | 2622     |
| 159 | Појединачна домаћинства за привремену употребу                                                   | 1463     |
| 160 | Становници у насељеним приватним кућама                                                          | 129882   |
| 161 | Насељеност станара у приватним становима                                                         | 4.11     |
| 162 | Просечно становника по соби у приватним насељеним домаћинствима                                  | 1.13     |
| 163 | Појединачна домаћинства са подовима од различитих материјала од земље                            | 30088    |
| 164 | Појединачна домаћинства у приземљу                                                               | 1365     |
| 165 | Појединачна домаћинства са једном спаваћом собом                                                 | 13130    |
| 166 | Појединачна домаћинства са две спаваће собе и више                                               | 18349    |
| 167 | Појединачна домаћинства са једним собом                                                          | 3889     |
| 168 | Појединачна домаћинства са две собе                                                              | 5934     |
| 169 | Појединачна домаћинства са 3 собе и више                                                         | 21620    |
| 170 | Појединачна домаћинства која имају електрично светло                                             | 31320    |
| 171 | Појединачна домаћинства која немају електрично светло                                            | 165      |
| 172 | Појединачна домаћинства која имају водоводну воду у стамбеном простору                           | 26291    |
| 173 | Појединачна домаћинства која немају водоводну воду у стамбеном простору                          | 5145     |
| 174 | Појединачна домаћинства која имају тоалет                                                        | 30824    |
| 175 | Појединачна домаћинства која имају канализацију                                                  | 30636    |
| 176 | Појединачна домаћинства која немају канализацију                                                 | 781      |
| 177 | Појединачна домаћинства која имају електрично светло, довод воде из јавне мреже и канализацију   | 25765    |
| 178 | Појединачна домаћинства без икаквих услова                                                       | 334      |
| 179 | Појединачна домаћинства која имају радио                                                         | 27887    |
| 180 | Појединачна домаћинства која имају телевизор                                                     | 30226    |
| 181 | Појединачна домаћинства која имају фрижидер                                                      | 22812    |
| 182 | Појединачна домаћинства која имају машину за веш                                                 | 19226    |
| 183 | Појединачна домаћинства која имају аутомобил или комби                                           | 11931    |
| 184 | Појединачна домаћинства која имају рачунар                                                       | 7761     |
| 185 | Појединачна домаћинства која имају фиксну телефонску линију                                      | 16071    |
| 186 | Појединачна домаћинства која имају мобилни телефон                                               | 19282    |
| 187 | Појединачна домаћинства која имају приступ интернету                                             | 4860     |